# Автошлях О 091002
Автошля́х О091002 — автомобільний шлях довжиною 8,7 км, обласна дорога місцевого значення в Івано-Франківській області. Пролягає по Рогатинському району від села Підкамінь до села Княгиничі.

## Історія
19 листопада 2021 р. розпорядженням голови Івано-Франківської ОДА Світлани Онищук № 456 передано до сфери управління Державного агентства автомобільних доріг України на баланс Служби автомобільних доріг в Івано-Франківській області автомобільну дорогу С091002 Підкамінь — Княгиничі км 0+000-8+717, протяжністю 8,7 км.